# 이세호 (배우)
이세호(1992년 5월 9일 ~ )는 대한민국의 배우이다.

## 학력
- 세종대학교 영화예술학과

## 출연작

### 영화
- 《범죄도시3》 (2023년) - 공태일 역
- 《익스트림 페스티벌》 (2023년) - 망나니 역
- 《불어라 검풍아》 (2021년) - 프리스트 / 유투버 역
- 《맞짱의 신: 시라소니》 (2020년)
- 《전설의 파이터》 (2020년) - 병준 역
- 《양치기들》 (2016년) - 재우 역

### 드라마
- 《ONE : 하이스쿨 히어로즈》 (Wavve) - 최지혁 역
- 《킹덤: 아신전》 (넷플릭스) - 파저위사내 7 역
- 《연애미수》 (웹드라마, MBC) - 백쌤 역

### 연극
- 《닥터 스가나렐》
- 《연애플레이리스트》